# Riki Matsuda
Riki Matsuda (松田 力 Matsuda Riki?), född 24 juli 1991 i Osaka prefektur, är en japansk fotbollsspelare.
Matsuda började sin karriär 2013 i Oita Trinita. 2014 flyttade han till Nagoya Grampus. 2015 blev han utlånad till JEF United Chiba. Han gick tillbaka till Nagoya Grampus 2016. 2017 flyttade han till Avispa Fukuoka.